# Église Saint-Géraud de Montvert
L'église Saint-Géraud est une église catholique située à Montvert, en France.

## Localisation
L'église est située dans le département français du Cantal, sur la commune de Montvert.

## Historique
L'édifice est classé partiellemnt au titre des monuments historiques pour son abside par arrêté du 17 août 1921.